# Бирос Мандус
Бирос Мандус (фр. Burosse-Mendousse) насеље је и општина у југозападној Француској у региону Аквитанија, у департману Атлантски Пиринеји која припада префектури Pau.
По подацима из 2011. године у општини је живело 57 становника, а густина насељености је износила 10,14 становника/km². Општина се простире на површини од 6 km². Налази се на средњој надморској висини од 200 метара (максималној 283 m, а минималној 142 m).

## Демографија
| 1962. | 1968. | 1975. | 1982. | 1990. | 1999. | 2011. |
| ----- | ----- | ----- | ----- | ----- | ----- | ----- |
| 82    | 76    | 80    | 85    | 79    | 70    | 57    |

График промене броја становника у току последњих година